# Рами Мехмед-паша
Рами Мехмед-паша (тур. Rami Mehmed Paşa; 1645—1706) — османский государственный деятель, дипломат и поэт, великий визирь Османской империи (25 января — 22 августа 1703). Он был известен как поэт диванной литературы (прозвище «Рами», означающий «послушный», является его псевдонимом в его стихах).

## Ранние годы
Он родился в 1645 году в Стамбуле. После завершения образования он начал карьеру в качестве чиновника. В 1690 году он был назначен клерком в канцелярию рейс-уль-куттаба. В 1696 году Рами Мехмед-паша был повышен до должности рейс-уль-куттаба (должность примерно эквивалентна министру иностранных дел), а через три года, в 1699 году, он представлял Османскую империю на мирных переговорах в Карловицах, где был заключен так называемый Карловицкий мир, завершивший Войну Священной Лиги против Порты (1683—1699) . Османская империя потерпела поражение в войне, но Рами Мехмед-паша изо всех сил старался минимизировать потери.

## В качестве великого визиря
25 января 1703 года Рами Мехмед-паша получил должность великого визиря, самый высокий пост в Османской империи, не считая поста султана. Однако вскоре он понял, что шейх-уль-ислам Фейзуллах-эфенди, имевший большое влияние на султана Мустафу II, был фактическим правителем империи. Султан строго приказал Рами Мехмеду-паше добиваться одобрения Фейзуллах-эфенди во всех его решениях, что привело к снижению статуса великого визиря до подчиненного шейх-уль-ислама. Даже в этой неблагоприятной ситуации Рами Мехмед-паша пытался реформировать послевоенную экономику и военно-морской флот, но его срок был слишком коротким, чтобы довести эти реформы до конца.
Почти неограниченная власть шейха-уль-ислама Фейзуллы-эфенди и настойчивое желание султана жить в Эдирне, а не в Константинополе, столице империи, вызвали недовольство военных и жителей Стамбула. Летом 1703 года они восстали против султана. В конце этого восстания, известного как «Событие в Эдирне», Рами Мехмед-паша и султан Мустафа II были свергнуты 22 августа 1703 года.

## Смерть
Рами Мехмед-паша был тогда назначен губернатором Кипра (декабрь 1703 — октябрь 1704), а затем Египта (октябрь 1704 — сентябрь 1706), но в 1706 году он был сослан на остров Родос (ныне часть Греции), где он умер.

## Память
Он был поэтом и другом известного османского поэта Юсуфа Наби. Он также написал о своей дипломатической карьере. Его книга под названием «Karlofça Sulhnamesi» посвящена переговорам во время Карловицкого конгресса.
Пригород современного Стамбула, который когда-то был фермой, принадлежащей Рами Мехмед-паше, теперь называется Рами в его честь.